# 电视评论家协会

电视评论家协会的标志

电视评论家协会或称为电视评论协会（英語：Television Critics Association，简称：TCA）是一个由约200名美国和加拿大的记者和专栏作家组成的协会，涵盖电视节目领域。协会一年会举行两次媒体见面会分别是冬季媒体见面会和夏季媒体见面会。